# Mark Richard
Mark Richard és un escriptor, guionista i periodista estatunidenc, nascut a Lake Charles (Luisiana) en 1955.

## Biografia
Té ascendència cajun-crioll-francesa. Va néixer amb una deformitat als melucs, degut a la qual va passar bona part de la seva infantesa a hospitals de caritat per a nens discapacitats.
La seva família era pobre, i el seu pare els va abandonar. A l'adolescència va fer de locutor de ràdio. Més tard va treballar a vaixells pesquers, fotògraf aeri, ointor de brotxa grossa, cambrer i investigador privat. Va assistir a la Washington and Lee University.
Amb el seu primer llibre, la recopilació de relats The Ice at the Bottom of the World, va guanayar el PEN/Ernest Hemingway Foundation Award de 1990  i la seva carrera va millorar molt.
Els seus relats han estat publicats a The New Yorker, Esquire, GQ, The Paris Review i The Oxford American, entre altres publicacions. Així mateix ha escrit col·laboracions periodístiques per mitjans com The New York Times o The Southern Review, i ha estat corresponsal de la BBC.
Actualment viu a Los Angeles amb la seva esposa, Jennifer Allen, i els seus tres fills.

## Obra

### Relats i contes
- The Ice at the Bottom of the World. 1989. Knopf. ISBN 9780394564852
- Charity. 1998. Doubleday. ISBN 9780385425629

### Novel·la
- Fishboy. 1994. Doubleday. ISBN 9780385425605

### Autobiografia
- House of Prayer No. 2: A Writer's Jouney Home. 2012. Doubleday. ISBN 9780385513029

## Cinema i televisió
- Party of Five. Sèrie de TV. 1994-2000. USA. Dirigida per Christopher Keyser i Amy Lippman. Protagonitzada per Scott Wolf i Neve Campbell. Guionista de 25 episodis durant dues temporades. Pàgina de la sèrie a IMDb (en anglès).
- Painful Cuts. Episodi de la sèrie Chicago Hope. 2000. USA. Dirigit per Peter Medak. Protagonitzat per Adam Arkin i Lauren Holly. Guionista. Pàgina de l'episodi a IMDb (en anglès).
- Huff. Sèrie de TV. 2004-2006. USA. Dirigida per Bob Lowry. Protagonitzada per Hank Azaria i Oliver Platt. Guionista. Pàgina de la sèrie a IMDb (en anglès).
- Stop-Loss. 2008. USA. Dirigida per Kimberly Peirce. Protagonitzat per Ryan Phillippe i Joseph Gordon-Levitt. Coguionista. Pàgina de la pel·lícula a IMDb (en anglès).
- The Girl in the Blue Mask. 2011. USA. Episodi de la sèrie Criminal Minds: Suspect Behavior. Dirigit per Félix Enríquez Alcalá. Protagonitzat per Forest Whitaker i Janeane Garofalo. Guionista. Pàgina de l'episodi a IMDb (en anglès).
- Hell on Wheels. Sèrie de TV. 2011. USA. Dirigida per Joe Gayton i Toni Gayton. Protagonitzada per Anson Mount i Colin Meaney. L'autor va formar part de l'equip de guionistes. Pàgina de la sèrie a IMDb (en anglès).
- Memorial Day. 2015. USA. Curtmetratge. Dirigit per Ben Watts. Protagonitzat per Jonah Sams i Lesley Ann Warren. Coguionista. Pàgina de la pel·lícula a IMDb (en anglès).
- Tyrant. Sèrie de TV. 2014-2016. USA. Dirigida per Gideon Raff. Protagonitzada per Adam Rayner i Moran Atlas. Guionista. Pàgina de la sèrie a IMDb (en anglès).
- Fear the Walking Dead. Sèrie de TV. 2015-2023. USA. Dirigida per Robert Kirkman. Protagonitzada per Kim Dickens i Frank Dillane. Guionista. Pàgina de la sèrie a IMDb (en anglès).
- The Graveyard of What Might Be. Episodi de la sèrie de TV NOS4A2 (Nosferatu). Dirigit per Kari Skogland. Protagonitzat per Ashleigh Cummings i Ólafur Darri Ólafsson. Coguionista. Pàgina de l'episodi a IMDb (en anglès).
- The Man in the High Castle. Sèrie de TV. 2015-2019. USA. Dirigida per Daniel Percival. Protagonitzada per Alexa Davalos i Joel de la Fuente. Guionista de dos episodis. Pàgina de la sèrie a IMDb (en anglès).
- The Good Lord Bird. Minisèrie de TV. 2020. USA. Dirigida per Ethan Hawke. Protagonitzada per Ethan Hawke i Joshua Caleb Johnson. Guionista i creador de la sèrie. Pàgina de la sèrie a IMDb (en anglès).